# Dazaifu (Fukuoka)
Dazaifu (太宰府市 Dazaifu-shi?) es una ciudad que se encuentra en la prefectura de Fukuoka (Japón). Algunas ciudades vecinas incluyen Onojo y Chikushino.

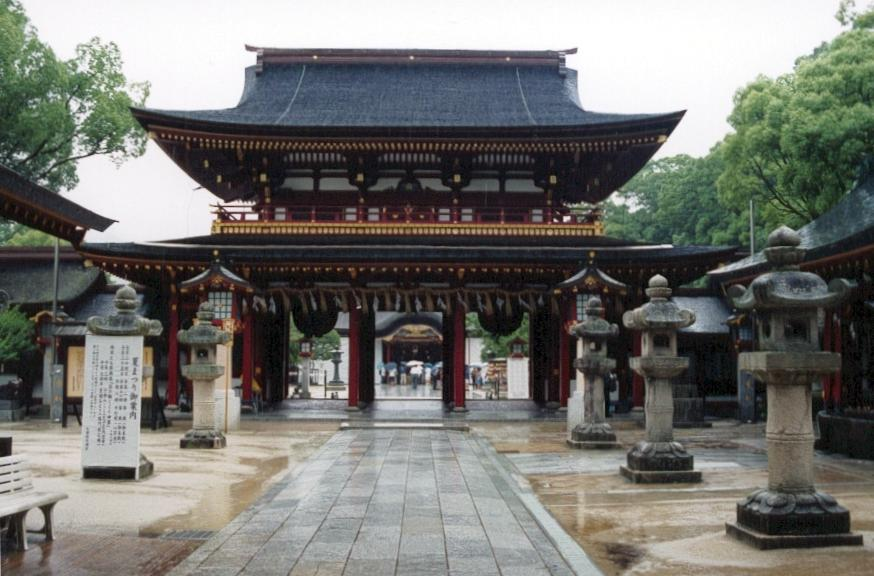
Santuario Tenman-gu en Dazaifu.

Según datos tomados en el 2003, la población de la ciudad era de aproximadamente 66 669 habitantes y la densidad poblacional era de 2251,57 personas por km². El total de superficie de la ciudad es de 29,61 km².
La ciudad fue oficialmente fundada el 1 de abril de 1982 aunque había sido un centro histórico importante a partir de mil años atrás.